# А ну-ка, девушки!
«А ну́-ка, де́вушки!» — игровая телепрограмма-конкурс, выходила в эфир в 21:30 по Центральному телевидению (ЦТ) с 24 января 1970 года до 16 апреля 1987 года сразу после программы «Время» и представляла собой телевизионный конкурс среди девушек, отобранных по профессиональному признаку. Участницы не только соревновались за звание лучшей по профессии, но и участвовали в большом количестве конкурсов самой разной направленности. В передаче выступали популярные советские исполнители и вокально-инструментальные ансамбли, известные танцевальные коллективы того периода.

## История
Название передачи — из припева песни «Идём, идём весёлые подруги!», написанной Исааком Дунаевским на слова Василия Лебедева-Кумача для фильма «Богатая невеста» (1937, режиссёр Иван Пырьев):

А ну-ка, девушки! А ну, красавицы!

Пускай поёт о нас страна!

И звонкой песнею пускай прославятся

Среди героев наши имена! 

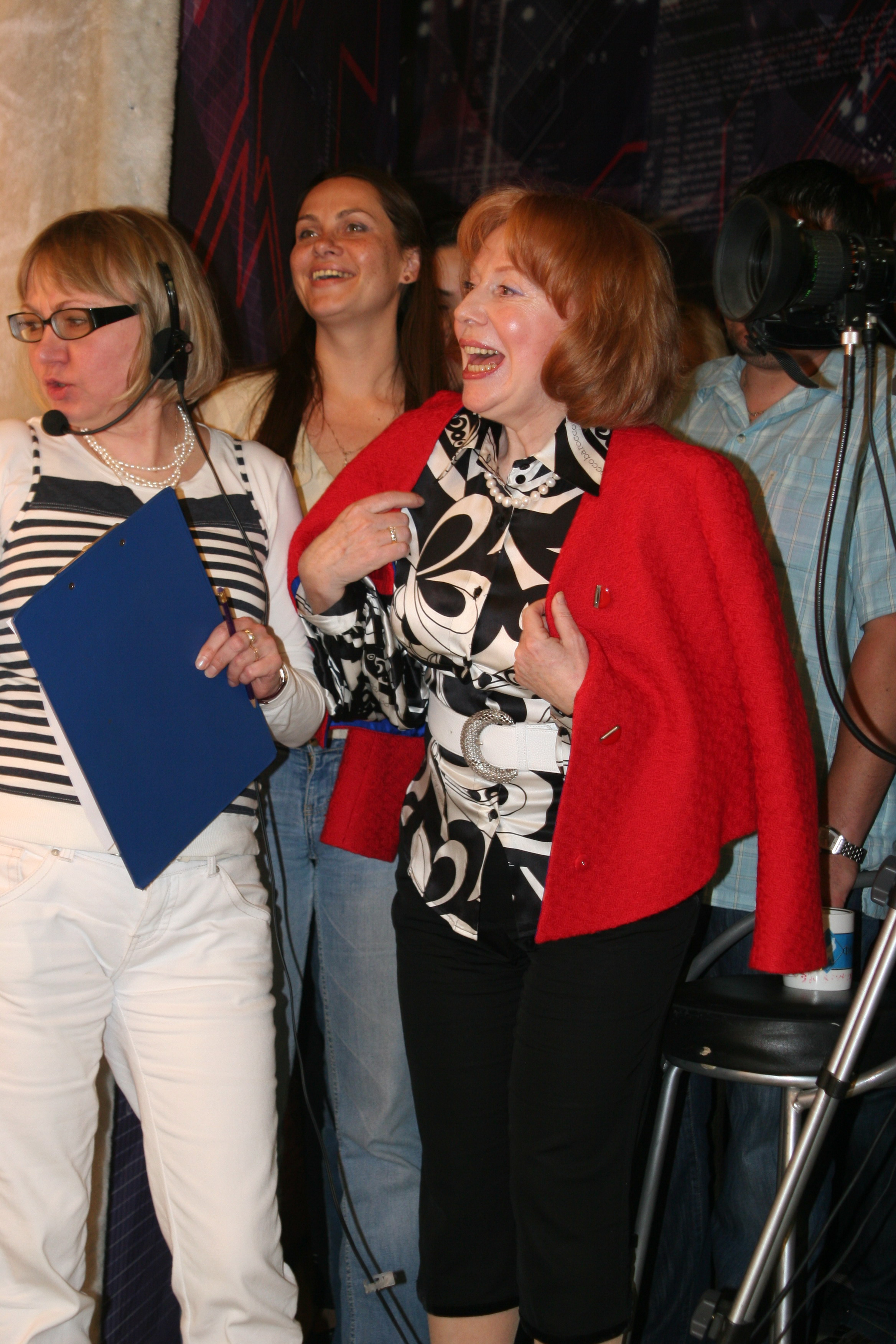
Кира Прошутинская

Передача позиционировалась как «спортивно-интеллектуальное соревнование самых красивых девушек Советского Союза».
Маргарита Эскина, будучи руководителем молодёжной редакции, приняла решение о реализации проекта в день подачи заявки.
Позднее она вспоминала:

На общей летучке вовсю ругали программы для женщин, что они убогие, — про кастрюли, про причёски. Я предложила придумать что-то новое. И вот приходят ко мне редактор Марат Гюльбекян и режиссёр Володя Акопов (они тогда делали КВН), начинают рассказывать идею передачи «А ну-ка, девушки!». Мне показалось, что должно получиться. И программа действительно стала безумно популярной. Ведущей была Кира Прошутинская. Каждую летучку говорилось о том, что она не годится. Она действительно совершенно не соответствовала образу ведущей, принятому на ТВ, — тоненькая зажатая девочка. Это вызывало раздражение у руководства. А мне ужасно нравилось, что делает Кира.

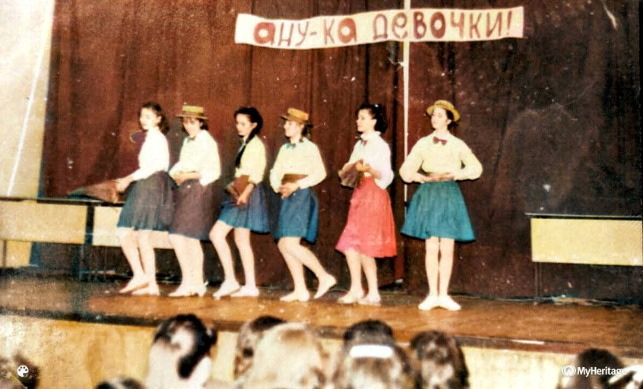
А ну-ка, девочки! школьный конкурс, приблизительно март 1986

После 1975 года передачу вёл Александр Масляков.

## Влияние на культуру
Выражение из названия программы вошло в обиход и послужило основой для формирования однотипных фраз («А ну-ка, парни!» и т. д.). Используется в разговорной речи в качестве шутливого приглашения к активным действиям , вошло в энциклопедический словарь крылатых слов и выражений.
В 1972  году Владимир Высоцкий написал песню «Жертва телевидения», в которой рефреном упоминаются передачи «А ну-ка, девушки!» и «А ну-ка, парни!» («„А ну-ка, девушки“, „А ну-ка, парни“ / Все лезут в первые — с ума сойти!») .
Молодежная телевизионная передача породила волну мини-конкурсов в учебных заведениях и в средних школах, летних детских лагерях отдыха, в виде соревнований между классами школьников или отрядами в дружинах, которые соответственно назывались  «А ну-ка, девочки!»   , что так же нашло отражение в художественной  и детской литературе    .
В феврале 2006 года группа «Приключения электроников» выпустила альбом «А ну-ка, девушки!», в который вошли советские песни в исполнении ви-джея MTV Тутты Ларсен, Юты и Butch.
В апреле 2007 года на VI Евразийском медиафоруме Марина Леско в своём докладе, посвящённом мифологизации и пинапизации, привела данную передачу как пример советской альтернативы традиционным конкурсам красоты, которая была позитивно оценена западными СМИ. Анатолий Лысенко говорил по этому поводу:

«Наши ребята сделали передачу „А ну-ка, девушки!“ — вроде бы конкурс красоты, но совершенно другой, потому что там было дело не в красоте, а в профессионализме, интеллекте…»

## Похожие передачи
В августе 2010 года на «Первом канале» выходила схожая по формату программа «Здравствуйте, девочки!».